# Marcus Figueiredo
Marcus Figueiredo é um diretor/ cineasta brasileiro. Cirurgião Plástico formado pela UFRJ em 1987, formou-se em cinema pela UCLA em Los Angeles entre 1996 e 1998 onde frequentou o extension program daquela universidade, obtendo o certificate em Film, TV, Theater and New Medias. Trabalhou como documentarista no programa "AÇÃO" da TV Globo de 1999 a 2002 tendo dirigido também o "GLOBO CIÊNCIA" (Tv Globo e Canal Futura) por dois anos. Iniciou uma parceria com o comediante Renato Aragão tendo dirigido vários filmes, telefilmes e microsseries produzidos e exibidos na TV Globo. Dirigiu sua primeira novela em 2011 (Fina Estampa) seguindo-se a esta inúmeras outras. Co-dirigiu a minisserie "JUSTIÇA" e também a novela "Totalmente Demais", ambas indicadas ao prêmio EMMY Internacional em 2017. Atuou como Diretor Geral da Novela "BOM SUCESSO" da TV GLOBO com indicação ao prêmio europeu ROSE D'OR em sua edição de 2020. Outras duas indicações para o EMMY KIDS (também como co-diretor) por "MALHACÃO - Intensa como a Vida" e "MALHACÃO - Sonhos". Em 2022 foi o diretor artístico da primeira serie musical infanto-juvenil do GLOBOPLAY intitulada "VICKY e a MUSA" com 26 episódios e com estreia prevista para julho/2023.

## Trabalhos
- 2022 - VICKY e a MUSA - (serie Globoplay)
- 2019 - Bom Sucesso (Novela) - indicada ao Rose D'or 2020
- 2018 - Pega Pega (Novela)
- 2017 - Justiça - indicada ao EMMY Internacional 2017
- 2017 - Totalmente Demais (Novela) - indicada ao EMMY Internacional 2017
- 2015 - Malhação Sonhos - indicada ao EMMY Kids
- 2013 - Amor à Vida (Novela)
- 2012 - Malhação: Intensa como a Vida - indicada ao EMMY Kids
- 2012 - Acampamento de Férias III: O Mistério da Ilha do Corsário (minissérie)
- 2011 - Fina Estampa (Novela)
- 2011 - Acampamento de Férias II – A Árvore da Vida (minissérie)
- 2010 - A Princesa e o Vagabundo (telefilme)
- 2009 - "Uma Noite no Castelo (telefilme)
- 2009 - Acampamento de Férias (minissérie)
- 2009 - Deu a Louca no Tempo (minissérie)
- 2008 - O Guerreiro Didi e a Ninja Lili  (longa metragem)
- 2008 - Poeira em Alto Mar (minissérie)
- 2007 - O Segredo da Princesa Lili (telefilme)
- 2006 - O Cavaleiro Didi e a Princesa Lili (longa metragem)
- 2006 - Didi, o Caçador de Tesouros (longa metragem)